# Mercedes-Benz Clase GLA
El Mercedes-Benz Clase GLA (X156) es un crossover SUV prémium del segmento C que el fabricante alemán Mercedes-Benz produce desde el año 2013. Es un cinco plazas con carrocería de cinco puertas y motor delantero transversal, disponible con tracción delantera y a las cuatro ruedas. Compite con modelos tales como el Alfa Romeo Tonale, el Audi Q3, el BMW X1, el BMW X2, el Jaguar E-Pace, el Range Rover Evoque, el Lexus UX y el Volvo XC40.

## Primera generación (2013-2019)
El Clase GLA de primera generación se presentó al público en el Salón del Automóvil de Frankfurt de 2013, y se comenzó a comercializar a fines de ese año. Usa la misma plataforma que el Mercedes-Benz Clase A y CLA, el turismo del segmento C de la marca.

### Motorizaciones
En su lanzamiento, los motores de gasolina son un 1,6 litros de 156 CV, y un 2,0 litros de 211 CV. Por su parte, los diésel son un 1,8 litros de 136 CV, y un 2,1 litros de 170 CV. Excepto el gasolina base, todos los modelos se ofrecen en versiones de tracción delantera y a las cuatro ruedas.
| Periodo                        | 2015-presente                                     | 2013-presente                                     | 2017-presente                                 | 2013-presente                                 | 2014-2015                                                 | 2015-presente                                             |
| Identificación del motor       | M 270 DE 16 AL red                                | M 270 DE 16 AL                                    | M 270 DE 20 AL                                | M 270 DE 20 AL                                | M 133 DE 20 AL                                            | M 133 DE 20 AL                                            |
| Tipo de motor                  | L4 16v, inyección directa, turbo, intercooler     | L4 16v, inyección directa, turbo, intercooler     | L4 16v, inyección directa, turbo, intercooler | L4 16v, inyección directa, turbo, intercooler | L4 16v, inyección directa, turbo twin-scroll, intercooler | L4 16v, inyección directa, turbo twin-scroll, intercooler |
| Diámetro x carrera             | 83.0 mm × 73.7 mm                                 | 83.0 mm × 73.7 mm                                 | 83.0 mm × 92.0 mm                             | 83.0 mm × 92.0 mm                             | 83.0 mm × 92.0 mm                                         | 83.0 mm × 92.0 mm                                         |
| Cilindrada                     | 1595 cm³                                          | 1595 cm³                                          | 1991 cm³                                      | 1991 cm³                                      | 1991 cm³                                                  | 1991 cm³                                                  |
| Relación de compresión         | 10.3: 1                                           | 10.3: 1                                           | 10.3: 1                                       | 10.3: 1                                       | 10.3: 1                                                   | 10.3: 1                                                   |
| Potencia máxima: CV (kW) @ rpm | 122 CV (90 kW) @ 5000                             | 156 CV (115 kW) @ 5300                            | 184 CV (135 kW) @ 5500                        | 211 CV (155 kW) @ 5500                        | 360 CV (265 kW) @ 6000                                    | 381 CV (280 kW) @ 6000                                    |
| Par máximo: Nm @ rpm           | 200 Nm @ 1250-4000                                | 250 Nm @ 1250-4000                                | 300 Nm @ 1200-4000                            | 350 Nm @ 1200-4000                            | 450 Nm @ 2250-5000                                        | 475 Nm @ 2250-5000                                        |
| Tracción                       | Delantera                                         | Delantera                                         | Total (4MATIC)                                | Delantera / Total (4MATIC)                    | Total (4MATIC)                                            | Total (4MATIC)                                            |
| Transmisión                    | Manual, 6 velocidades / Automática, 7 velocidades | Manual, 6 velocidades / Automática, 7 velocidades | Automática, 7 velocidades                     | Automática, 7 velocidades                     | Automática, 7 velocidades                                 | Automática, 7 velocidades                                 |
| Peso                           | 1320 kg                                           | 1320 kg                                           | 1380 kg                                       | 1380-1430 kg                                  | 1510 kg                                                   | 1510 kg                                                   |
| Aceleración 0–100 km/h         | 9.3 s                                             | 8.9 s                                             | 7.1 s                                         | 7.2-7.1 s                                     | 4.8 s                                                     | 4.4 s                                                     |
| Velocidad máxima               | 200 Km/h                                          | 215 Km/h                                          | 230 Km/h                                      | 230-235 Km/h                                  | 250 Km/h (Limitada electrónicamente)                      | 250 Km/h (Limitada electrónicamente)                      |
| Consumo combinado (L/100 km)   | 6.0                                               | 6.2                                               | 6.6                                           | 6.6-6.9                                       | 7.5                                                       | 7.4                                                       |

| Periodo                        | 2014-2015                                                 | 2015-presente                                             | 2013-2015                                                  | 2015-presente                                              | 2012-2015                                                    | 2015-presente                                                |
| Identificación del motor       | OM 607 DE 15 LA                                           | OM 607 DE 15 LA                                           | OM 651 DE 22 LA red                                        | OM 651 DE 22 LA red                                        | OM 651 DE 22 LA                                              | OM 651 DE 22 LA                                              |
| Tipo de motor                  | L4 8v, inyección directa, common-rail, turbo, intercooler | L4 8v, inyección directa, common-rail, turbo, intercooler | L4 16v, inyección directa, common-rail, turbo, intercooler | L4 16v, inyección directa, common-rail, turbo, intercooler | L4 16v, inyección directa, common-rail, biturbo, intercooler | L4 16v, inyección directa, common-rail, biturbo, intercooler |
| Diámetro x carrera             | 76.0 mm × 80.5 mm                                         | 76.0 mm × 80.5 mm                                         | 83.0 mm × 99.0 mm                                          | 83.0 mm × 99.0 mm                                          | 83.0 mm × 99.0 mm                                            | 83.0 mm × 99.0 mm                                            |
| Cilindrada                     | 1461 cm³                                                  | 1461 cm³                                                  | 2143 cm³                                                   | 2143 cm³                                                   | 2143 cm³                                                     | 2143 cm³                                                     |
| Relación de compresión         | 15.1: 1                                                   | 15.1: 1                                                   | 16.2: 1                                                    | 16.2: 1                                                    | 16.2: 1                                                      | 16.2: 1                                                      |
| Potencia máxima: CV (kW) @ rpm | 109 CV (80 kW) @ 4000                                     | 109 CV (80 kW) @ 4000                                     | 136 CV (100 kW) @ 3400-2000                                | 136 CV (100 kW) @ 3400-2000                                | 170 CV (125 kW) @ 3000-4200                                  | 170 CV (125 kW) @ 3000-4200                                  |
| Par máximo: Nm @ rpm           | 260 Nm @ 1750-2500                                        | 260 Nm @ 1750-2500                                        | 300 Nm @ 1600-3000                                         | 300 Nm @ 1600-3000                                         | 350 Nm @ 1400-3400                                           | 350 Nm @ 1400-3400                                           |
| Tracción                       | Delantera                                                 | Delantera                                                 | Delantera / Total (4MATIC)                                 | Delantera / Total (4MATIC)                                 | Delantera / Total (4MATIC)                                   | Delantera / Total (4MATIC)                                   |
| Transmisión                    | Manual, 6 velocidades / Automática, 7 velocidades         | Manual, 6 velocidades / Automática, 7 velocidades         | Manual, 6 velocidades / Automática, 7 velocidades          | Manual, 6 velocidades / Automática, 7 velocidades          | Automática, 7 velocidades                                    | Automática, 7 velocidades                                    |
| Aceleración 0–100 km/h         | 12.0 s                                                    | 12.0 s                                                    | 10.0-9.9 s                                                 | 10.0-9.9 s                                                 | 8.3 s                                                        | 8.3 s                                                        |
| Velocidad máxima               | 190 Km/h                                                  | 190 Km/h                                                  | 200-205 Km/h                                               | 200-205 Km/h                                               | 215 Km/h                                                     | 215 Km/h                                                     |
| Consumo combinado (L/100 km)   | 4.4                                                       | 4.4                                                       | 4.7-5.2                                                    | 4.7-5.2                                                    | 4.7-5.2                                                      | 4.7-5.2                                                      |

## Segunda generación (2019-presente)
El Clase GLA de segunda generación se presentó al público en diciembre de 2019. Utiliza la plataforma MFA2 compartida con el Clase A y GLA de segunda generación, así como el Clase GLB.
Tiene un motor gasolina de 1,3 litros y 163 CV, y un 2,0 litros en variantes de 224, 310, 387 y 421 CV. El motor diésel es un 2,0 litros disponible con 116, 150 y 190 CV.
El modelo también se ofrece con motorización eléctrica bajo la denominación EQA, con una potencia máxima 190 CV en la versión de tracción delantera, y 228 o 292 CV en las versiones de tracción a las cuatro ruedas. La batería puede tener una capacidad nominal de 66,5 o 70,5 kWh.